# Analytical Sciences
Analytical Sciences è una rivista accademica internazionale che si occupa di chimica analitica pubblicata dalla Japan Society for Analytical Chemistry dal 1985.
Nel 2008 ha raggiunto un fattore di impatto pari a 1.735.
Nel 2010 tale rivista ha ricevuto inoltre il premio "Most Cited Paper Award of Analytical Sciences 2010".